# (1996) Adams
(1996) Adams es un asteroide perteneciente al cinturón de asteroides descubierto por el equipo del Indiana Asteroid Program de la universidad de Indiana el 16 de octubre de 1961 desde el observatorio Goethe Link de Brooklyn, Estados Unidos.

## Designación y nombre
Adams fue designado al principio como 1961 UA.
Más tarde se nombró en honor del astrónomo británico John Couch Adams (1819-1892).

## Características orbitales
Adams está situado a una distancia media de 2,558 ua del Sol, pudiendo acercarse hasta 2,203 ua y alejarse hasta 2,913 ua. Su excentricidad es 0,1388 y la inclinación orbital 15,14°. Emplea 1495 días en completar una órbita alrededor del Sol.